# Macrostomus
Macrostomus är ett släkte av tvåvingar. Macrostomus ingår i familjen dansflugor.

## Dottertaxa tillMacrostomus, i alfabetisk ordning[1]
- Macrostomus abdominalis
- Macrostomus alpinus
- Macrostomus apicalis
- Macrostomus arcucinctus
- Macrostomus argyrotarsis
- Macrostomus barueri
- Macrostomus ciliaticosta
- Macrostomus cysticercus
- Macrostomus digitatus
- Macrostomus distinctipennis
- Macrostomus divisus
- Macrostomus dolichocerus
- Macrostomus dolichopterus
- Macrostomus fasciventris
- Macrostomus ferrugineus
- Macrostomus fulvithorax
- Macrostomus grallatrix
- Macrostomus juri
- Macrostomus limbipennis
- Macrostomus lineatus
- Macrostomus macerrimus
- Macrostomus mundurucu
- Macrostomus mura
- Macrostomus nigriventris
- Macrostomus occidentalis
- Macrostomus orthoneura
- Macrostomus palliatus
- Macrostomus penai
- Macrostomus perpulchrus
- Macrostomus pictipennis
- Macrostomus pulchriventris
- Macrostomus rotundipennis
- Macrostomus seticauda
- Macrostomus tarsalis
- Macrostomus variseta
- Macrostomus wiedemanni